# Osing (obszar wolny administracyjnie)
Osing – obszar wolny administracyjnie (gemeindefreies Gebiet) w Niemczech w kraju związkowym Bawaria, w rejencji Środkowa Frankonia, w regionie Westmittelfranken, w powiecie Neustadt an der Aisch-Bad Windsheim. Obszar jest niezamieszkany.